# Hanoi Street Circuit

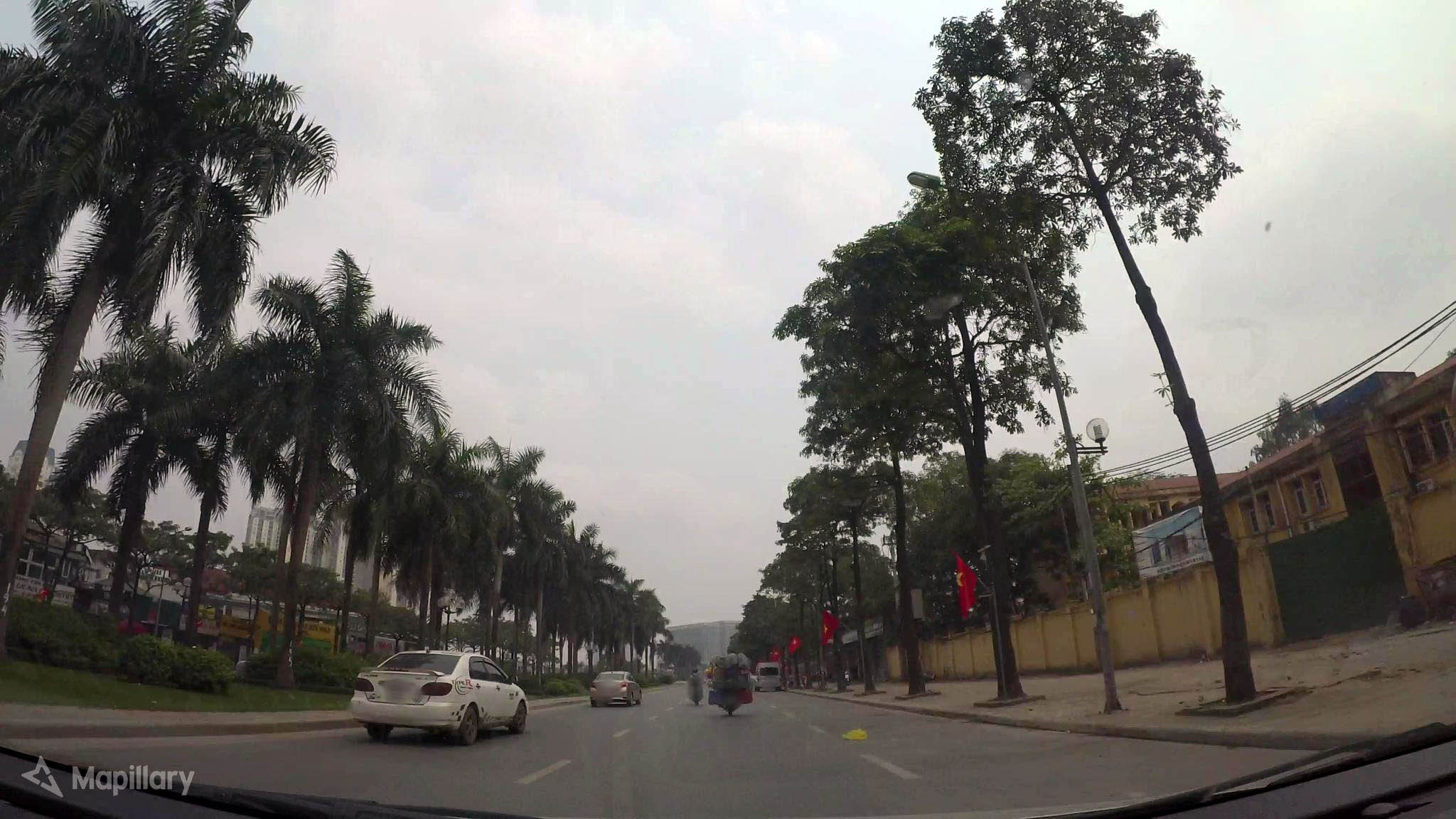
Pohled na městský okruh v Hanoji

The Hanoi Street Circuit (vietnamsky Trường uaua đường phố Hà Nội) je vietnamský závodní okruh nacházející se ve čtvrti Nam Từ Liêm v hlavním městě Hanoji. Jedná se o městský okruh určený k pořádání závodů Formule 1 Velké ceny Vietnamu. Okruh dlouhý 5,613 km byl navržen architektem Hermannem Tilkem. Původně se očekávalo, že první závod seriálu Mistrovství světa Formule 1 se zde pojede v roce 2020, ale závod byl zrušen v reakci na pandemii covidu-19. Závod byl zrušen i na rok 2021 na základě obvinění z korupce úředníka odpovědného za závod.